# M/S Ran (1910)
För andra betydelser, se Ran (olika betydelser).
M/S Ran är en däckad varpbåt byggd 1910 i vid Gävle verkstäder. Systerfartyg till M/S Näcken. Fartyget har en längd av cirka 12 meter och en bredd av 2,85 meter. Ran, som vid leveransen var utrustade med en råoljemotor om 15 hästkrafter, fick under första världskrigets oljebrist sin motor utbytt mot en ångmaskin. Den fick sedan åter monterat en dieselmotor. Fram till 1968 tjänstgjorde fartyget som varpbåt för flottningen på Siljan och Orsasjön, men har sedan fungerat som fritidsbåt.